# ナルカ (水雷艇)
ナルカ（ルーマニア語: Năluca）は、ルーマニアの水雷艇（Torpiloare escortoare）。第一次世界大戦中にオーストリア＝ハンガリー帝国海軍の82F型水雷艇82 F（ホーホゼー・トルピードボート、外洋水雷艇）として建造され、戦後ルーマニア艦となった。第二次世界大戦では、護衛、対潜作戦に用いられたが1944年8月20日に空襲により沈没した。

## 構造
250t型水雷艇の一群である82F型水雷艇の一番艇として建造された。艇体は全長58.76m、全幅5.84m、吃水1.5m。計画時の排水量は243tであったが、基準排水量は267tに達した。
機関はヤーロウ製のボイラー2缶（石油1缶、石炭1缶）でAEG＝カーチスタービン2基により出力6,000hpを発揮した。2軸推進で28ノット、巡航速度16ノットで航続距離は1,020海里であった。乗員41人。
武装は口径66mmのシュコダ 7cm/L30砲を前後に各1門、450mm連装魚雷発射管を2基備えた。1917年には、後方の66mm砲1門を対空仕様に変更している。この他にシュワルツローゼ8mm機銃1挺も装備していた。
1939年に改装が行われ、66mm砲1門を37mm高角砲 C/30に交換し、中央部に20mm C/38対空機関砲、爆雷投射機4基と爆雷投下軌条2本を追加した。1943年末から1944年初頭にかけて同級のスメウルと共に改装が行われ、450mm魚雷発射管を撤去し、88mm両用砲2門と20mm対空機関砲2門を搭載する砲艦に改装された。

## 艇歴
1913年10月30日、ガンツ＝ダヌビウスのポルト・レ造船所で起工、1914年8月11日進水、1916年8月30日に竣工した。就役したものの、公試において速力が予定に達せず、新たなスクリューが装備されることになった。第一次世界大戦では、対潜哨戒、機雷敷設、救難、船団護衛に用いられている。
第一次世界大戦後、同級2艇と共にルーマニアに引き渡され、第二次世界大戦でも運用された。
1941年7月9日、マンガリア近海でヴォスパー70フィート型高速魚雷艇ヴィスコルル、ヴィジェリャと共にソビエト連邦のSC型潜水艦Shch-206と交戦した。1941年10月、ブルガリア沿岸に機雷原構築作戦に従事した。
1942年9月28日、クリミア半島南岸付近でM型潜水艦M-120により攻撃されたが、これは失敗している。
1943年7月26日から9月17日にかけて、コンスタンツァ - オデッサ間の航路で12回の護衛任務に当たった。8度目の護衛任務中の8月27日、雷撃機7機に攻撃されたが無事に切り抜けている。
1944年8月20日、コンスタンツァ港にて空襲により沈没した。